# Ramona Petzelberger
Ramona Petzelberger (* 13. November 1992 in Essen) ist eine deutsche Fußballspielerin, die seit 2024 dem FC Como Women in der Serie A angehört.

## Karriere

### Vereine
Petzelberger begann ihre Karriere beim Polizei SV Essen und wechselte später zum FCR 2001 Duisburg. Im Jahre 2008 wechselte sie zum Zweitligisten SG Wattenscheid 09, für den sie in 15 Ligaspielen vier Tore erzielte. Gemeinsam mit drei Mannschaftsspielerinnen wechselte Petzelberger zur Saison 2009/10 zum SC 07 Bad Neuenahr, bei dem sie sich auf Anhieb einen Stammplatz erkämpfte. In der Bundesliga debütierte sie am 20. September 2009 gegen Tennis Borussia Berlin; das erste Tor folgte am 10. Oktober 2009 gegen den SC Freiburg.
Zur Saison 2012/13 unterschrieb Petzelberger bei Bayer 04 Leverkusen. Am 19. April 2017 verkündete die gebürtige Essenerin ihre Rückkehr ins Ruhrgebiet zur SGS Essen. Dort hat sie im Frühjahr 2019 bis Juni 2020 verlängert. Das erste und dritte Jahr in Essen waren für Petzelberger von langen Verletzungszeiten überschattet. Trotzdem war Ramona Petzelberger in der Endphase der Saison 2019/20 maßgeblich am Erreichen des DFB-Pokal-Endspiels beteiligt (Assist im Viertelfinale bei Turbine Potsdam und Führungstor im Halbfinale bei Bayer 04 Leverkusen). Im Juli 2020 verließ sie die SGS Essen. Im Juli 2022 wechselte sie in England von Aston Villa zu Tottenham Hotspur.

### Nationalmannschaft
Mit der U-17-Nationalmannschaft gewann Petzelberger die Europameisterschaft 2009. Mit der U-19-Nationalmannschaft erreichte sie bei der Europameisterschaft 2010 das Halbfinale. Petzelberger wurde auch für die im selben Jahr stattfindende U-20-Weltmeisterschaft nominiert, musste aber wegen einer Verletzung, die sie im Schulsport davongetragen hatte, absagen.
Vom 30. Mai bis 11. Juni 2011 nahm sie mit der Mannschaft an der U-19-Europameisterschaft in Italien teil und führte die Mannschaft als Spielführerin bis ins Finale, das mit 8:1 gegen die Auswahl Norwegens gewonnen wurde, wobei sie zum 4:0 traf. Nach dem Turnier wurde Petzelberger von der UEFA zur „Goldenen Spielerin“ der Endrunde gewählt.
2012 nahm sie als Spielführerin der Mannschaft an der U-20-Weltmeisterschaft in Japan teil und spielte bei der WM auf der Sechser-Position. Alle drei Gruppenspiele konnte die U-20-Auswahl für sich entscheiden (gegen China 4:0, Ghana 1:0 und USA 3:0) und zog mit neun Punkten und einem Torverhältnis von 8:0 Toren in das Viertelfinale ein. Dieses konnte die Mannschaft mit Petzelberger gegen die Auswahl aus Norwegen mit 4:0 für sich entscheiden. Im Halbfinale traf die Mannschaft auf den Gastgeber Japan, das Spiel gewann die deutsche Elf mit 3:0 und zog damit in das Finale gegen die Vereinigten Staaten ein, das mit 0:1 verloren ging. Ramona Petzelberger bestritt alle Begegnungen über 90 Minuten.

## Erfolge
- 2007: Deutsche B-Jugendmeisterin
- 2009: U-17-Europameisterin
- 2011: U-19-Europameisterin
- 2012: U-20-Vizeweltmeisterin

## Auszeichnungen
- Goldene Spielerin der U-19-Europameisterschaft 2011
- Fritz-Walter-Medaille 2010 in Silber